# Diecezja Palmares
Diecezja Palmares (łac. Dioecesis Palmopolitana) – diecezja Kościoła rzymskokatolickiego w Brazylii. Należy do metropolii Olinda i Recife wchodzi w skład regionu kościelnego Nordeste II. Została erygowana przez papieża Jana XXIII bullą Peramplas Ecclesias w dniu 13 stycznia 1962.